# Choristoneura pinus
Choristoneura pinus es una especie de polilla del género Choristoneura, tribu Archipini, subfamilia Tortricinae. Fue descrita científicamente por Freeman en 1953.

## Distribución
Se distribuye por América del Norte: Estados Unidos y Canadá.